# Ungdom
 Denne artikel bør gennemlæses af en person med fagkendskab for at sikre den faglige korrekthed.

Ungdom er tiden mellem man slutter med at være barn og til man er blevet voksen.
Det er vanlig at tidfæste dette til teenage- årene, som begynder ved tretten år (thirteen) og slutter ved nitten år (nineteen). Nyere love gør dette noget mere kompliceret. I Danmark kan man stemme ved folketings- og kommunalvalg når man er 18 år, og man skal være 17 for at få kørekort til en bil. Grænsen for hvornår man må købe spiritus i Danmark er ved 18 år, men i USA er den fremdeles 21 år.
Ungdomstid som særegen tidsperiode, er historisk set et nyt begreb. I tidligere tider var man barn til man var konfirmeret. Derefter skulle man i arbejde gerne i lære. Den nye velstand i forrige århundrede førte til, at stadig flere unge blev i uddannelse fik mere disponibel tid for sig selv. Ungdomsgrupperne skilte sig efterhånden så meget ud at det gav mening at snakke om en ungdomskultur.
- Wikimedia Commons har flere filer relateret til Ungdom

| Samfund | Spire Denne samfundsartikel er en spire som bør udbygges. Du er velkommen til at hjælpe Wikipedia ved at udvide den. |